# Christiane-Sophie-Charlotte de Brandebourg-Bayreuth
Christiane-Sophie-Charlotte de Brandebourg-Bayreuth (15 octobre 1733 à Neustadt an der Aisch – 8 octobre 1757 au pavillon de chasse de Seidingstadt à Straufhain) est un membre de la Maison de Hohenzollern et est, par son mariage, duchesse de Saxe-Hildburghausen.

## Biographie
Christiane-Sophie-Charlotte est le seul enfant survivant du margrave Frédéric-Christian de Brandebourg-Bayreuth de son mariage avec Victoria-Charlotte d'Anhalt-Zeitz-Hoym, la fille du prince Victor Ier d'Anhalt-Bernbourg-Schaumbourg-Hoym.
Christiane-Sophie-Charlotte est élevée à Copenhague, à la cour de sa tante, la reine de Danemark Sophia-Madeleine de Danemark, avec sa cousine Louise. Après la médiation par sa tante, Christiane s'est mariée le 20 janvier 1757 au palais de Christiansborg avec l'ex-gendre de la reine, le duc Ernest-Frédéric III de Saxe-Hildburghausen.
Christiane est décrite comme très pieuse. Toutefois, et contrairement à son prédécesseur (qui a insisté sur la rigide politesse de cour), elle a un train de vie luxueux et une prédilection particulière pour la chasse. À l'entrée de l'ancien Jagdschloss Seidinstadt, se trouvent deux bois, de deux cerfs qu'elle a tué pendant la chasse en 1757. Elle est morte des suites de son accouchement, quatre jours après la naissance de la princesse Marie-Sophie Frédérique Caroline, qui meurt neuf jours plus tard.